# Mette Frederiksen
Mette Frederiksen (ur. 19 listopada 1977 w Aalborgu) – duńska polityczka, w latach 2011–2015 minister, działaczka partii Socialdemokraterne, od 2015 przewodnicząca tego ugrupowania. Premier Danii od 2019.

## Życiorys
Ukończyła studia licencjackie z zakresu administracji na Uniwersytecie w Aalborgu (2007) i magisterskie z zakresu afrykanistyki na Uniwersytecie Kopenhaskim (2009). W latach 2000–2001 udzielała się jako doradczyni ds. młodzieży w duńskiej centrali związkowej LO.
W 2001 po raz pierwszy została wybrana do Folketingetu. Z powodzeniem ubiegała się o reelekcję w kolejnych wyborach w 2005, 2007, 2011, 2015, 2019 i 2022.
W latach 2005–2011 zajmowała stanowisko wiceprzewodniczącej frakcji parlamentarnej Socialdemokraterne. W pierwszym rządzie Helle Thorning-Schmidt była ministrem ds. zatrudnienia (2011–2014). W drugim gabinecie dotychczasowej premier sprawowała urząd ministra sprawiedliwości (2014–2015). W czerwcu 2015, po przegranych przez lewicę wyborach krajowych i rezygnacji Helle Thorning-Schmidt z kierowania partią, została nową przewodniczącą Socialdemokraterne.
W wyborach w 2019 jej partia uzyskała najwięcej mandatów, otrzymując około 26% głosów. Jednocześnie blok lewicowych partii wspierający socjaldemokratów zdobył większość parlamentarną. W związku z tym Mette Frederiksen przystąpiła do próby utworzenia rządu. Negocjacje trwały kilka tygodni. Ostatecznie ustalono, że socjaldemokraci stworzą monopartyjny gabinet mniejszościowy, a ich tradycyjni koalicjanci (Socjalistyczna Partia Ludowa, Det Radikale Venstre i Czerwono-Zieloni) zadeklarowali wsparcie w parlamencie. Skład rządu z Mette Frederiksen jako premierem został przedstawiony 27 czerwca 2019, tego samego dnia został on zaprzysiężony, rozpoczynając urzędowanie.
W przedterminowych wyborach parlamentarnych w 2022 socjaldemokraci uzyskali ponownie najwięcej miejsce w parlamencie. Mette Frederiksen stała się główną kandydatką na premiera, powołanie nowego rządu poprzedziły kilkutygodniowe rozmowy prowadzone celem utworzenia gabinetu większościowego. Ostatecznie porozumienie koalicyjne ogłosiły dwa główne ugrupowania z obu konkurujących ze sobą bloków politycznych (Socialdemokraterne i liberalna partia Venstre) oraz nowa centrowa formacja Moderaterne Larsa Løkke Rasmussena. Nowy większościowy rząd liderki socjaldemokratów rozpoczął funkcjonowanie 15 grudnia 2022.

## Życie prywatne
Rozwiedziona z pierwszym mężem, z którym ma dwoje dzieci. W 2020 zawarła związek małżeński z wieloletnim partnerem Bo Tengbergiem.

## Odznaczenia
- Komandor 1. Stopnia Orderu Danebroga (2024)[12]
- Order Księżnej Olgi I klasy (Ukraina, 2023)[13]
- Order Wolności (Ukraina, 2024)[14]